# Monaco
Monaco, tên chính thức là Thân vương quốc Monaco (tiếng Pháp: Principauté de Monaco; Tiếng Monaco: Principatu de Mùnegu ; tiếng Ý: Principato di Monaco; tiếng Occitan: Principat de Mónegue), là một thành bang có chủ quyền tại châu Âu. Monaco có ba mặt tiếp giáp với nước Pháp và mặt còn lại giáp với Địa Trung Hải, cách trung tâm của thân vương quốc cách nước Ý khoảng 16 km (9,9 dặm). Diện tích của Monaco là 1,98 km² (0,76 mi²) và dân số năm 2011 là 35.986 người. Monaco là nước có GDP trên danh nghĩa cao nhất thế giới bình quân đầu người là 215.163 Đô la Mỹ và là quốc gia có mật độ dân cư cao nhất trên thế giới. Monaco cũng có tuổi thọ trung bình cao nhất thế giới với con số 90, và là nước có tỷ lệ thất nghiệp thấp nhất. Sau những lần lấn biển gần đây, tổng diện tích của Monaco là 2,05 km² (0,79 mi²).

## Địa lý

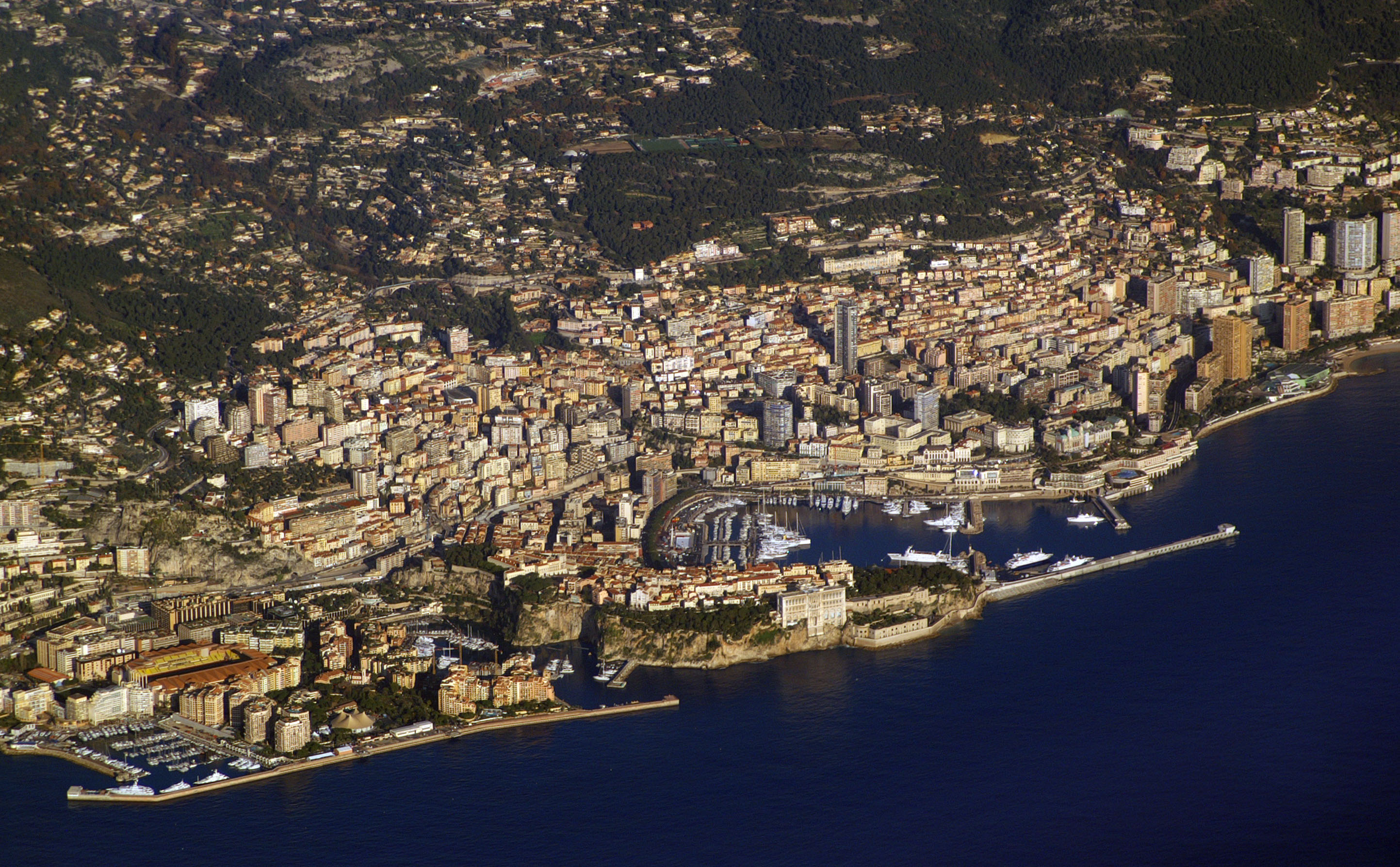
Ảnh trên không toàn cảnh Monaco

Monaco là một đất nước ở khu vực Tây Âu, nằm ở một eo biển nhỏ phía nam nước Pháp, bên bờ biển Côte d'Azur. Lãnh thổ Monaco trải dài trên 3 km, bề rộng không vượt quá từ 200 m đến 300 m, gồm bốn khu đô thị: Monaco-Ville, Monte Carlo, Condamine, Fontvieille.

## Lịch sử
Monaco là nơi định cư của người Phoenicia từ thời Cổ đại. Năm 1215, người Genova đến xây dựng một lâu đài kiên cố trên khu đất thuộc Monaco hiện nay. Quyền kiểm soát lãnh thổ này lại chuyển sang cho dòng họ Grimaldi năm 1297.
Monaco là xứ bảo hộ của Tây Ban Nha (1524-1641) rồi đến Pháp (1641-1793) và bị sáp nhập vào Pháp từ năm 1793 đến năm 1814, đến năm 1861 Monaco mới được độc lập khỏi Pháp. Từ năm 1865, liên minh thuế quan đã nối kết Monaco với Pháp và hiệp định cơ bản năm 1918 thừa nhận quyền đại diện ngoại giao của thân vương quốc. Monaco gia nhập Liên Hợp Quốc năm 1993, và vẫn duy trì hiệp định chung về thuế quan với Pháp.
Hiến pháp năm 1911 quy định Monaco là một nước quân chủ lập hiến, Thân vương là quốc trưởng. Ban lãnh đạo gồm một thủ hiến và 4 quan chức trong hội đồng Chính phủ. Thủ hiến là một công dân Pháp do Thân vương chọn từ những người do Pháp giới thiệu.
Thỏa ước Versailles năm 1918 cho phép Pháp có quyền "giúp bảo vệ hạn chế".
Thân vương cũng chia sẻ quyền lực với Hội đồng quốc gia (Quốc hội) gồm 24 thành viên làm việc theo nhiệm kỳ 5 năm.
+ Các Thân vương Monaco:
1. Francois - Rainier I: 1297 - 1301; Phụ thuộc vào Cộng hòa Genoise - Ghibelline từ 1301 - 1331
2. Charles I - Rainier II: 1331 - 1357, riêng Rainier II lên đồng cai trị với cha cho tới khi cha mất (1352 - 1357)
3. Louis - Jean I: 1395
4. Louis I: 1397 - 1402
5. Jean I - Ambroise - Catalan: 1419 - 1454, riêng Ambroise cai trị đến 1427 thì thoái vị, Catalan cai trị trong vai tháng của năm 1427 thì mất sớm.
6. Claudine: 1457 - 1458
7. Lamberto: 1458 – 1494
8. Jean II: 1494 – 1505
9. Lucien: 1505 – 1523
10. Honoré I: 1523 – 1581
11. Charles II: 1581 – 1589
12. Hercule: 1589 – 1604
13. Honoré II: 1604 - 1662
14. Louis I: 1662 – 1701, Thân vương Monaco
15. Antonio I: 1701 – 1731
16. Louise Hippolyte: 1731
17. Jacques I: 1731 – 1751
18. Honoré III: 1751 – 1795

=> Thuộc Pháp (1793 - 1814):
1. Joseph Barriera
2. Armand Louis de Gontaut
3. Henri Grégoire
4. Grégoire Marie Jagot: 1793 - 1814; Napoleon I

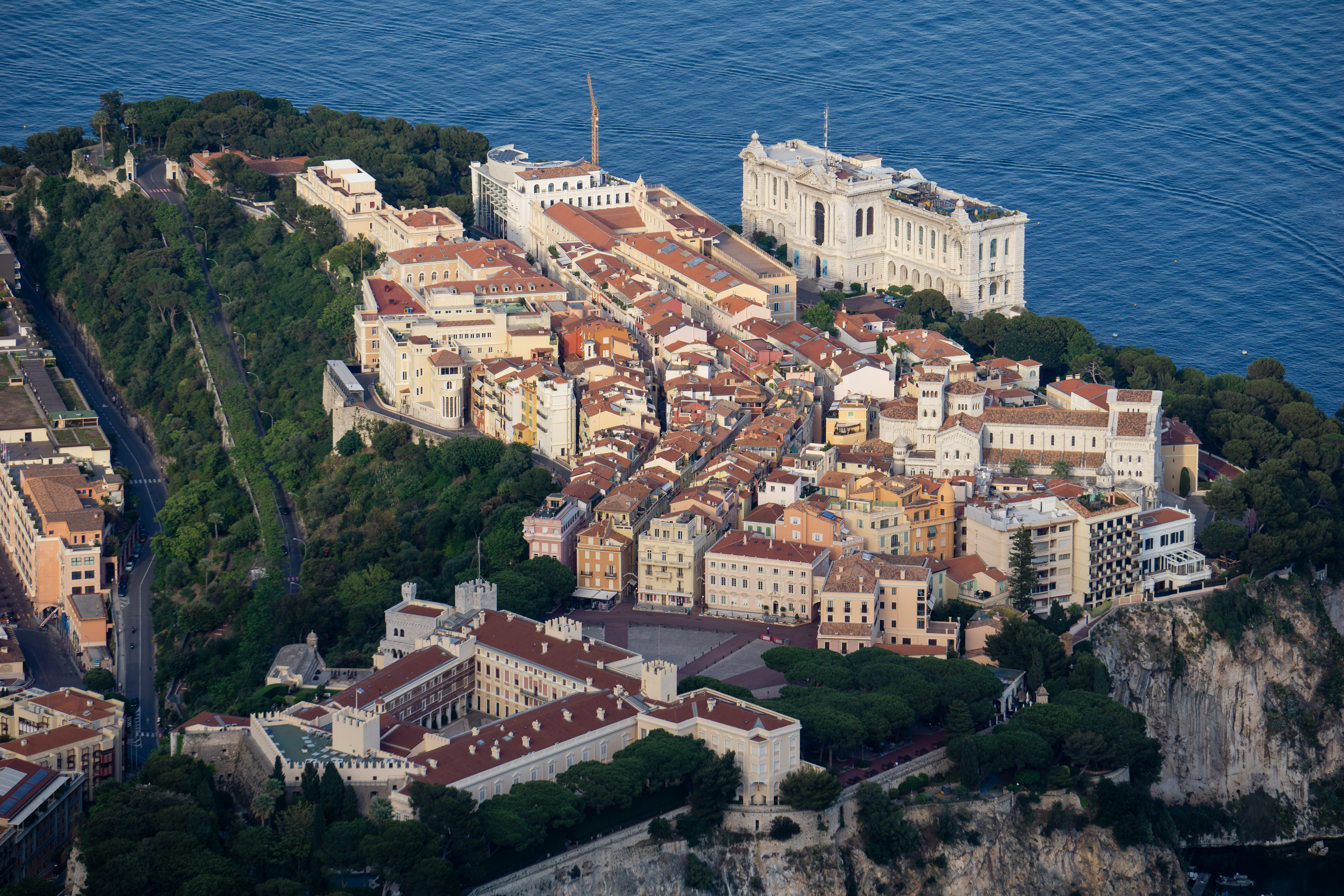
Toàn cảnh trên đồi Monaco (Rock of Monaco) với Cung điện Thân vương Monaco

1. Honoré IV: 1814 – 1819
2. Honoré V: 1819 – 1841
3. Florestan I: 1841 – 1856
4. Charles III: 1856 – 1889
5. Albert I: 1889 – 1922
6. Louis II: 1922– 1949
7. Rainier III: 1949 – 2005
8. Albert II: 2005 - nay
9. Jacques II: (sẽ kế vị)

## Chính trị

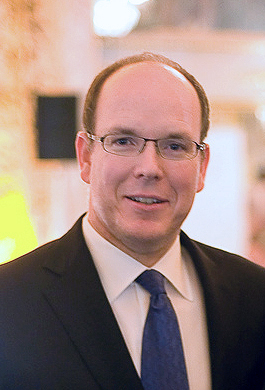
Albert II, Thân vương Monaco

Ngày 17 tháng 12 năm 1962, Hiến pháp Monaco được ban hành, quy định quyền lập pháp thuộc về Thân vương và Hội đồng quốc gia (bao gồm 24 thành viên được bầu cử trực tiếp, nhiệm kỳ 5 năm). Quyền hành pháp được Thân vương giao cho Thủ tướng và 5 Cố vấn Chính phủ (Bộ trưởng). Quyền tư pháp hoàn toàn độc lập với Chính phủ, thuộc về các toà án.
Nguyên thủ quốc gia là Thân vương Albert II (kế vị năm 2005). Thủ tướng là Jean Paul Proust. Cố vấn Chính phủ về Quan hệ đối ngoại và các vấn đề Kinh tế và Tài chính quốc tế là Frank Biancheri.
Monaco có 8 Đại sứ quán bổ nhiệm tại 17 quốc gia (tính đến ngày 1 tháng 5 năm 2008), chủ yếu tại Tây Âu, Mỹ và Toà thánh Vatican. Monaco có 2 Đại sứ không thường trực, được bổ nhiệm tại Úc, Trung Quốc, Ấn Độ, Nhật Bản và Bồ Đào Nha. Ngoài ra, có 4 Phái đoàn thường trực bên cạnh các tổ chức quốc tế: tại New York bên cạnh Liên Hợp Quốc, tại Genève bên cạnh các tổ chức chuyên trách của Liên Hợp Quốc và các tổ chức quốc tế có trụ sở tại Thụy Sĩ, tại Strasbourg bên cạnh Hội đồng châu Âu và tại Bỉ bên cạnh Liên minh châu Âu. Monaco có 113 Lãnh sự quán hoạt động tại 62 quốc gia, hai Tổng Lãnh sự quán tại London và New York.
2 Đại sứ quán thường trú tại Monaco là Sứ Quán Pháp và Sứ Quán Ý. 42 quốc gia bổ nhiệm Đại sứ kiêm nhiệm Monaco từ Paris, Madrid hoặc Bruxelles. Ngoài ra có 74 lãnh sự quán được bổ nhiệm tại Monaco.

## Kinh tế

Cảng Fontvieille.

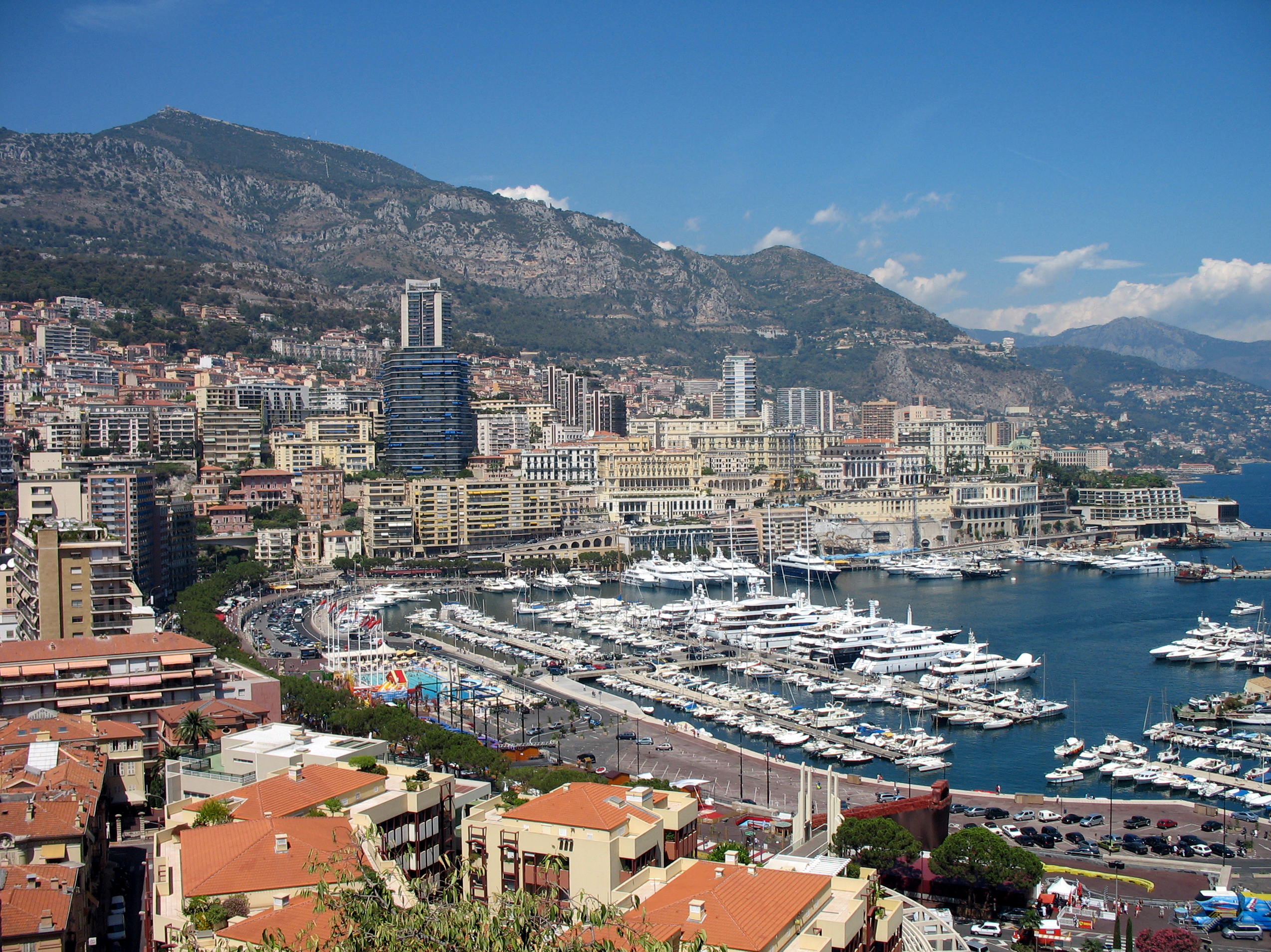
Bến cảng Hercule và một phần của Monte Carlo. Phía sau là núi Mont Agel (1110 m) ở bên trái

Kinh tế Monaco chủ yếu dựa vào du lịch. Dịch vụ ngân hàng và các sòng bạc được thành lập từ năm 1862. Chính sách thuế quan ưu đãi thu hút các công ty nước ngoài. Các ngành công nghiệp gồm có: chế tạo mĩ phẩm, hóa chất, điện tử, đóng tàu, xây dựng... Monaco hoàn toàn hợp nhất thuế quan với Pháp để thu và giảm thuế mậu dịch, đồng thời tham gia vào hệ thống thị trường EU qua liên minh thuế quan với Pháp.
Dịch vụ du lịch và thu thuế từ các sòng bạc là nguồn thu nhập chủ yếu của Monaco (25% PIB). Ngành ngân hàng-tài chính phát triển mạnh và đều. Ngành công nghiệp tập trung chủ yếu vào công nghiệp nhẹ, không huỷ hoại môi trường và có hàm lượng giá trị gia tăng cao chiếm 8% nguồn thu nhập ngân sách.
Tuy chưa là thành viên chính thức của EU nhưng Monaco có quan hệ mật thiết với tổ chức này thông qua Hiệp định chung về thuế quan với Pháp. Đồng tiền của Monaco cũng là đồng euro.

## Dân tộc
Dân cư Monaco có điều khác thường là người Monegasque và Người Occitan bản địa hiện chỉ chiếm thiểu số trên đất nước của mình. Phần lớn cư dân là người Pháp (28%), sau đó là người Monegasque (21.6%), người Ý (19%), người Anglo-Saxon (7,5% Anh & 1% Hoa Kỳ), người Đức, người Thụy Sĩ và người Bỉ mỗi dân tộc chiếm khoảng từ 2,5 đến 3%; 15% dân cư tự nhận là thuộc các dân tộc "khác".

## Ngôn ngữ
Ngôn ngữ chính thức của Monaco là tiếng Pháp. Ngôn ngữ quốc gia theo truyền thống là Monégasque, nhưng hiện chỉ được một thiểu số nhỏ dân cư sử dụng. Ngôn ngữ này tương tự như Tiếng Ligurian được sử dụng tại Genova. Ở khu vực cũ của Monaco, các bảng hiệu trên đường phố được thể hiện bằng cả tiếng Pháp và Monégasque. Tiếng Ý cũng được một phần khá lớn cư dân Monaco sử dụng, đa số họ những người nhập cư từ Ý. Tiếng Anh được cư dân người Anh và Mỹ sử dụng.

## Tôn giáo

### Công giáo

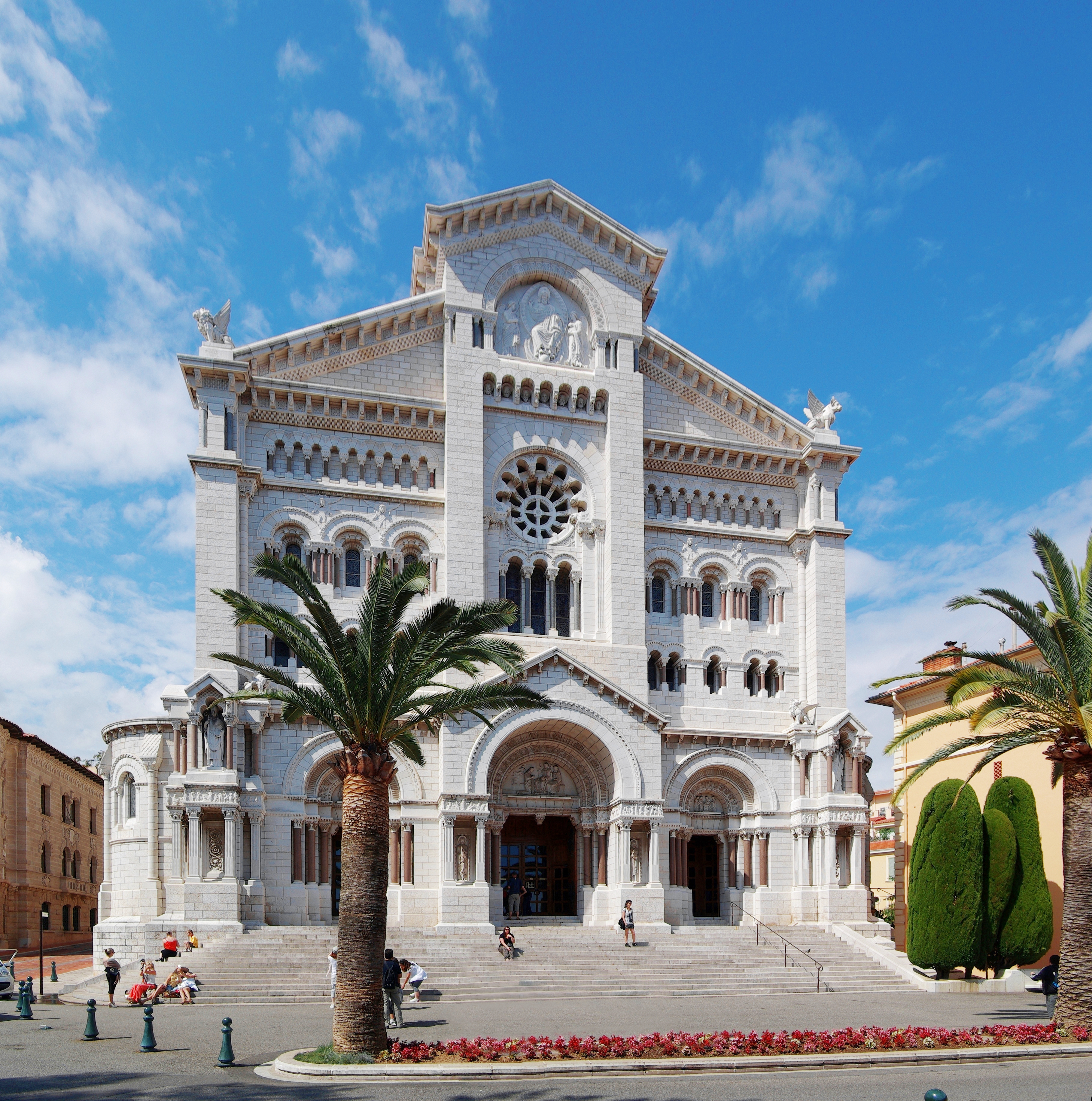
Nhà thờ Saint Nicholas, Monaco.

Điều 9 của Hiến pháp Monaco công nhận Công giáo La Mã là giáo hội chính thức của Monaco, và là tôn giáo chiếm đa số với 83,2% dân số. Tự do tôn giáo cũng được hiến pháp bảo đảm. Giáo hội Công giáo Monaco là một phần của Giáo hội Công giáo Rôma, dưới sự lãnh đạo tinh thần của Giáo hoàng và giáo triều Rôma. Tổng Giáo phận Monaco là một phần của Giáo hội Công giáo địa phương Pháp. Đất nước này tạo thành một tổng giáo phận duy nhất.

### Anh giáo
Có một nhà thờ Anh giáo (Giáo hội của Thánh Phaolô), nằm tại Avenue de Grande Bretagne ở Monte Carlo. Có 135 cư dân theo Anh giáo trong thân vương quốc, tuy nhiên nhà thờ này cũng đang phục vụ một số lượng lớn đáng kể tín hữu Anh giáo tạm thời trong nước, chủ yếu là khách du lịch. Nhà thờ Anh giáo Monaco là một phần của giáo phận Anh giáo ở châu Âu.

## Hành chính (đang chỉnh sửa)

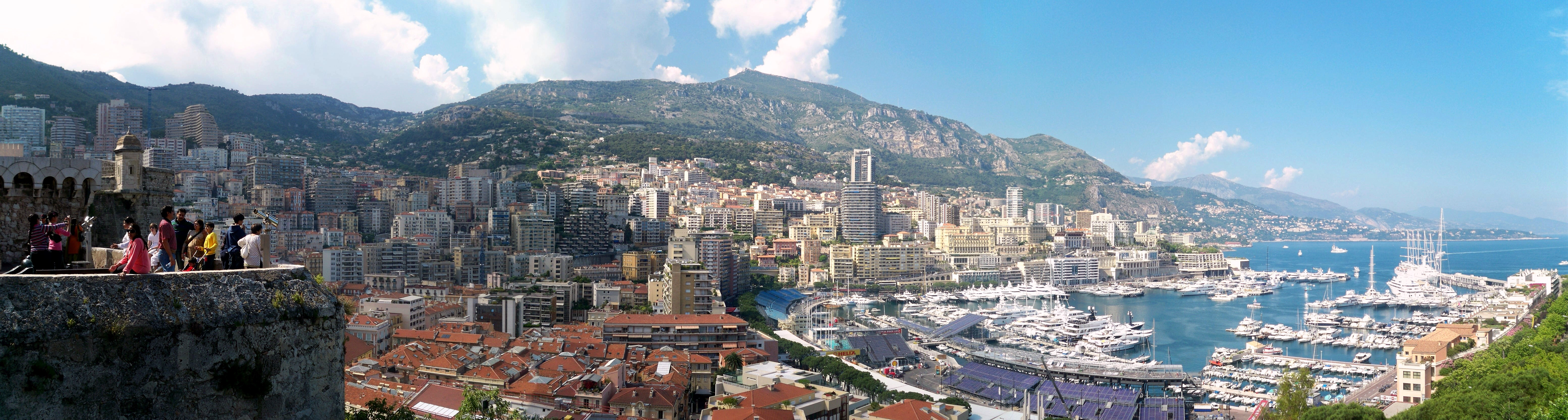
Toàn cảnh quận La Condamine và Monte Carlo từ đài quan sát gần Cung điện Thân vương Monaco ở Monaco-Ville.

Monaco là quốc gia nhỏ thứ hai theo diện tích trên thế giới ; chỉ có Thành quốc Vatican là nhỏ hơn. Monaco là quốc gia có mật độ dân số cao nhất thế giới . Monaco chỉ bao gồm một đô thị (xã), Đô thị Monaco. Theo hiến pháp năm 1911, công quốc được chia thành ba thành phố trực thuộc trung ương:
- Monaco-Ville: Thành phố cổ và là trụ sở chính quyền của công quốc trên một mỏm đá kéo dài ra Địa Trung Hải, được gọi là Rock of Monaco, hay đơn giản là "The Rock".
- Monte Carlo: Khu dân cư và nghỉ dưỡng chính với Sòng bạc Monte Carlo ở phía Đông và Đông Bắc.
- La Codamine: Phần phía Tây Nam bao gồm khu vực cảng Hercules.

Các đô thị tự trị được hợp nhất thành một vào năm 1917, và sau đó họ được cấp trạng thái của Phường hoặc Quận.
- Fontvieille: Được thêm vào như một phường thứ tư, một khu vực mới được xây dựng từ biển vào những năm 1970:
- Moneghetti: Trở thành phường thứ năm, được tạo ra từ một phần của La Condamine.
- La Rousse - Saint Roman (bao gồm cả Le Ténao): Trở thành phường thứ bảy, cũng được tạo ra từ một phần của Monte Carlo.

Sau đó, ba phường được thành nhưng sau đó đã bị giải thể khi cải cách lại vào năm 2013:
- Saint Michel: Được tách ra từ một phần của Monte Carlo và trở thành một phần của Monte Cảllo.
- La Colle và Les Révoires: Cũng được tách ra từ một phần của La Codamine, hai phường này trở thành Jardin exotique năm 2013).

Một phường bổ sung đã được lên kế hoạch bằng cách cải tạo đất mới sẽ được định cư bắt đầu từ năm 2014  nhưng Albert II đã thông báo trong Bài phát biểu Năm mới 2009 rằng ông đã kết thúc kế hoạch do tình hình kinh tế vào thời điểm đó.  Tuy nhiên, Albert II vào giữa năm 2010 đã kiên quyết khởi động lại chương trình.  Vào năm 2015, một sự phát triển mới có tên Anse du Portier đã được công bố.

## Giáo dục

### Các trường tiểu học và trung học
Monaco có 10 trường công đang hoạt động, bao gồm: 7 nhà trẻ và tiểu học, với các trường trung học: Collège Charles III, Lycée Albert 1er (đào tạo về công nghệ), Lycée technique et hôtelier de Monte-Carlo (đào tạo nghề khách sạn). Ngoài ra còn có 2 trường tư, bao gồm cả viện François d'Assise Nicolas Barré và École des Sœurs Dominicaines. Trường tư còn lại là Trường quốc tế Monaco (International School of Monaco).

### Các trường cao đẳng và đại học
Có một trường đại học nằm ở Monaco, cụ thể là Đại học Quốc tế Monaco (IUM), một trường dạy bằng tiếng Anh chuyên về đào tạo kinh doanh, được điều hành bởi Viện des Hautes Études et économiques Commerciales (INSEEC).

## Văn hóa-Thể thao

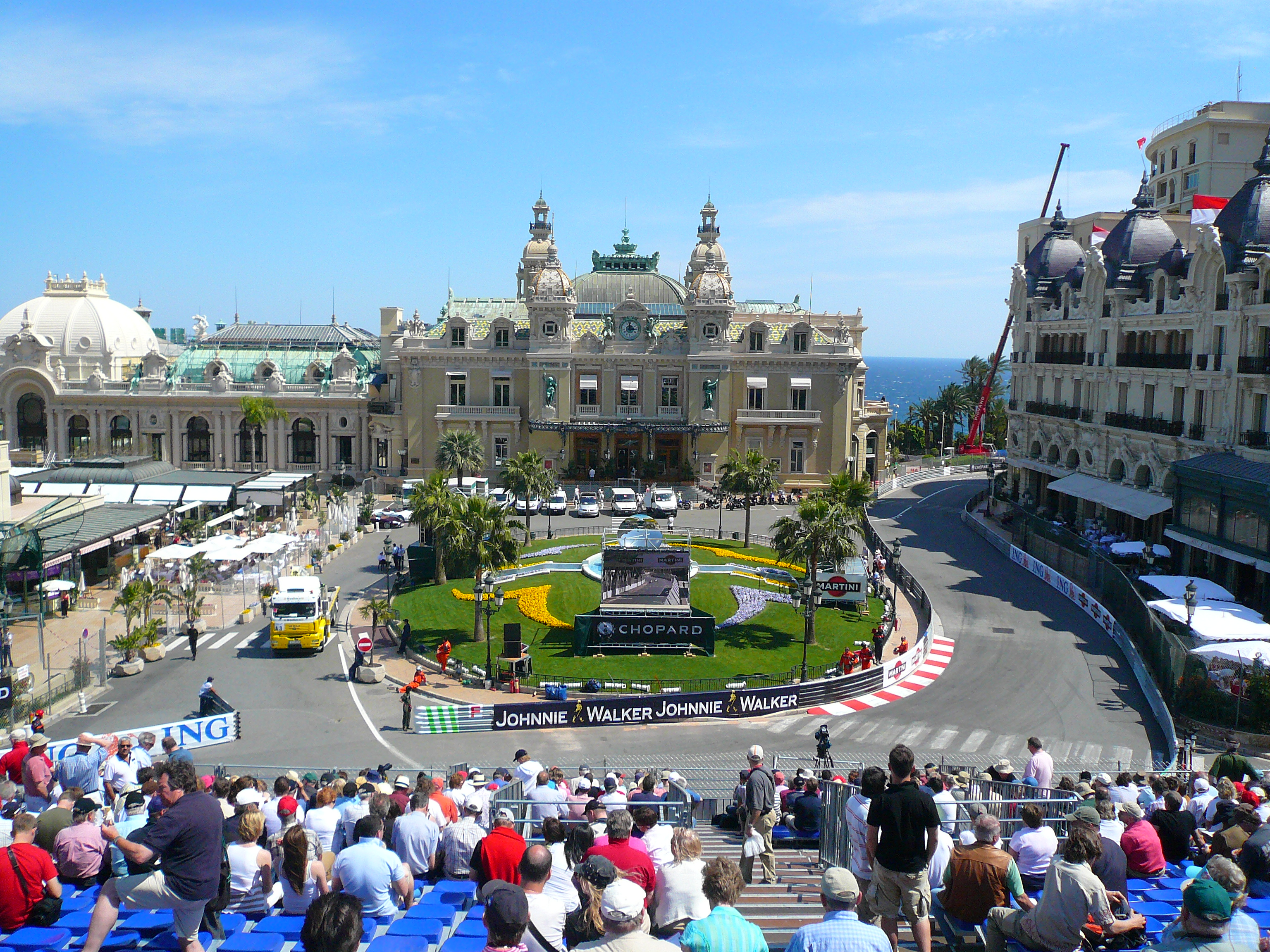
Quảng trường sòng bạc ở Monte Carlo, trong lúc diễn hành xe cổ hàng năm, 2 tuần trước Giải đua ô tô Công thức 1 Monaco

Là 1 quốc gia nhỏ nên Monaco không có nhiều vận động viên và thành tích thể thao đáng chú ý, ngoài đội bóng đá AS Monaco (hiện đang thi đấu tại giải vô địch quốc gia Pháp) và tay đua công thức 1 Charles Leclerc.
Tuy nhiên, quốc gia này hàng năm đều đăng cai rất nhiều sự kiện thể thao lớn như chặng đua F1 Monaco Grand Prix hay giải quần vợt Master Monte Carlo.